# Велика Чернігівка (Самарська область)
Велика Чернігівка — село в Самарській області, адміністративний центр Великочернігівського району. Розташоване на березі річки Велика Глушиця в декількох км від залізничної станції Чернігівка (на лінії Пугачов — Червоногвардієць II).
Також є адміністративним центром Сільського поселення Велика Чернігівка.
Засноване 1848 року селянами-переселенцями з Калузької та Чернігівської губерній.

## Населення
| 1989 | 2002 | 2010 |
| ---- | ---- | ---- |
| 6274 | 6318 | 6356 |